# Francisco Gabriel Gálvez
Francisco Gabriel Gálvez, a veces llamado solamente Gabriel Gálvez (Cuenca, c. 1510 – 1578) fue un maestro de capilla y compositor español.

## Vida
Pocas investigaciones se han realizado sobre la vida y obra de Gálvez. Quizá se trate del mismo Gálvez del que Saldoni dijo que vivió en Roma hacia la mitad del XVI y fue cantor de la iglesia de Santa María la Mayor. La cronología concuerda; su principal estudioso, Miguel Martínez, supuso que era de Cuenca porque en años anteriores aparecían muy relacionados con la vida musical de su catedral varias personas con ese apellido. 
El cabildo de esta catedral, al morir en torno a 1557 el maestro de capilla Andrés López, suplió la baja con un interinazgo y decidió no convocar oposición, sino llamar a un maestro renombrado; y de Baza y Granada trajeron al presbítero Gálvez en 1560. Este Gálvez podría ser el mismo Gálvez que habría opositado en 1554 al magisterio de la catedral de Málaga. A finales de septiembre o principios de octubre Gálvez llegó a Cuenca y se le asignó un salario de 60 000 maravedís y 36 almudes de trigo anuales; contra lo acostumbrado se le fue subiendo el sueldo y llegó a cobrar en el momento de su fallecimiento en 1578 105 000 maravedís. 
Ya se había despedido en 1563, y los canónigos no querían volverse a ver en el brete de no tener músico, pues a fines de ese año se enteraron de que el rey Felipe II iba a visitar la ciudad. Así que lo volvieron a llamar e incluso le pagaron los sueldos atrasados durante los siete meses de su ausencia. Desde entonces le subieron el sueldo regularmente. Incluso cedieron a su presión para que se contratara en 1566 como ayudante del organista a Francisco de Aguilar, procedente de Salamanca. De hecho, Gálvez fue tentado para trasladarse a la catedral de Segovia. Gálvez debió fallecer en 1578, después del 11 de julio, y fue el primer maestro de capilla que fue enterrado en la catedral de Cuenca.

## Obra
Según las actas capitulares de la catedral de Cuenca, al poco de tomar posesión ya había compuesto un Libro de Canto de Órgano (1561) por el que recibió 1 122 maravedís. Pero ha subsistido música alguna suya en la catedral. Se le atribuye, con la opinión en contra de Samuel Rubio, el motete a cuatro voces Emendemus in melius quae ignorantes peccavimus, compuesto, según Miguel Martínez, para el colegio y casa de los jesuitas (1580 o 1581). Esta obra se conserva en el Archivo de la Capilla Sixtina de Roma (ms. 108), en un libro de atril. Está compuesta para cinco voces y fue escrita por Cabreli Cálvez para el domingo 1.º de Cuaresma. Fue transcrita por Jesús María Muneta y publicada en Tesoro sacro musical, en un artículo de Miguel Martínez. Según Saldoni, sirvió de tema a Palestrina para su misa Emendemus. Pero Samuel Rubio opina que el nombre de su autor no puede traducirse por "Gabriel Gálvez" y que solo tiene en común con la misa de Palestrina las tres primeras notas de la tercera voz de la obra de Gálvez, que se corresponden con las tres primeras de la misa de Palestrina, pero que también coinciden con el comienzo del Gradual gregoriano respectivo.